# 동일본 여객철도 E257계 전동차
JR 동일본 E257계 전동차(일본어: JR東日本E257系電車)는 동일본 여객철도(JR 동일본)의 직류 특급형 차량이다.

## 개요
JR 동일본이 직류 전화(電化) 구간의 국철형 특급 차량의 대체를 위해 투입한 신세대 특급형 차량으로, JR이 자사 설계·제조한 특급형 차량으로서는 가장 많은 수가 제조되었다(두 번째는 서일본 여객철도(JR 서일본)의 683계, 그러나 이는 289계로 개조 된 편성을 제외했을 때다.). 차량 디자인은 GK 공업 디자인이 담당했다.
제45회(2002년) 철도 친우회의 블루리본상을 수상했다.

### 메커니즘
- 제어 시스템은 E231계에서 채용된 TIMS를 탑재하고 있다.
- 주행 장치: 0번대는 히타치 제작소제 IGBT 소자 VVVF 인버터 장치, 500번대는 모하 E257형 1500번대가 미츠비시 전기제 IPM을, 모하 E257형 500번대가 히타치 제작소제 IGBT 소자 VVVF 인버터 장치를 각각 탑재하여 저소음화를 도모하고 있다. 모하 E257형 0·100·500번대는 인버터 장치 2개를 탑재해 모하 E256형과의 것까지 총 8대의 주전동기를, 쿠모하 E257형·모하 E257형 1000·1500번대는 인버터 장치 1개를 탑재해 자차(自車)의 4대의 주전동기를 제어한다. 주전동기는 145kW의 교류 유도전동기 MT72A형(0번대)·MT72B형(500번대).
- 브레이크:회생·발전 혼합 제동을 기본으로, 저속역용으로 공기 제동을 장비한다. T차는 디스크 브레이크를 장비. TIMS에 의해서 적절한 제동력을 가한다. 덧붙여 발전 제동은 브레이크 초퍼를 탑재하여 환경에 대한 배려를 도모하고 있다.
- 대차:볼스터리스 요댐퍼·축스프링 오일 댐퍼 대차로, 차륜경은 860mm. E653계나 E751계와 기본적으로는 같은 것(DT64계·TR249계)이다.
- 팬터그래프:저단면 터널 대응의 싱글암식 PS36형(0번대)·PS37형(500번대)을 채용. PS36형과 PS37형은 설치 호환성이 있다.

### 차체·외관
차체는 E653계나 E751계를 기본으로 한 알루미늄 합금 더블스킨 구조를 채용하고 있다. 0번대는 오이토 선에서의 운전을, 500번대는 임시열차로 강설선구에서의 운전을 각각 고려하여, 내한내설구조로 되어 있다.
전면형상은 고운전대 비관통 구조인 E653계나 E751계와는 달리, E231계와 닮은 형태로 되어 있다. 0번대에는 비관통 구조와 관통 구조가 있으며, 관통 구조인 쿠하 E257형 100번대에는 원터치 호로 개폐 장치가 설치되어 있다. 이외에 부속편성에 간이운전대가 설치된 쿠모하 E257형도 있다. 500번대는 분할·병합 운전을 실시하기 때문에 선두차는 관통 구조밖에 없으며, 원터치 호로 개폐 장치를 갖추었다.
전조등은 프로젝터식 방전 헤드 램프(HID)를 병용하고 있다. 또 상부에 보조등도 설치되어 있다.
비관통 구조로 되어 있는 선두차량은 전면에 가로로 긴 방식의 LED식 종별·애칭 표시기가 설치되어 있다. 관통 선두차에서는 거의 정사각형이다. 미등 및 측면 행선지 표시기도 LED식이다.
승강문은 쿠하 E257형은 한쪽에 2개이며, 이외에는 한쪽 편 1개소에 설치되어 있다. 사로하 E257형만 중앙부에 1개소. 객실 측창은 좌석 2열분으로, E653계나 E751계와 공통이다. 유리창은 자외선 차단 기능이 있는 다중 유리로 되어 있다.